# 사쓰카와 노리히로
사쓰카와 노리히로(일본어: 薩川 了洋, 1972년 4월 18일 ~ )는 일본의 전 축구 선수이자 현 축구 지도자로 현역 시절 요코하마 플뤼겔스와 가시와 레이솔에서 수비수로 활약했으며 최근까지 SC 사가미하라의 사령탑을 역임했다.

## 구단 경력
1991년 전일본공수(요코하마 플뤼겔스)에 입단하였다. 1993년에과 1998년에 천황배 우승을 차지하였다. 1999년 가시와 레이솔로 이적했다. 1999년에 천황배 우승을 차지하였다. 2005년후 현역 은퇴.

## 지도자 경력
200년 AC 나가노 파르세이루의 감독으로 취임하였다. 2013년부터 2015년까지 FC 류큐에서 감독을 맡았다.

## 수상

### 클럽 (선수)
요코하마 플뤼겔스
- J1리그 : 3위 (1996)
- J리그컵 : 4강 (1993, 1997)
- 천황배 : 우승 (1993, 1998), 준우승 (1997)
- 아시안 컵위너스컵 : 4강 (1995)
- 아시안 슈퍼컵 : 우승 (1995)

가시와 레이솔
- J1리그 : 3위 (1999, 2000)
- J리그컵 : 우승 (1999)
- 천황배 : 4강 (1999)

### 클럽 (지도자)
나가노 파르세이루
- 일본 풋볼 리그 : 준우승 (2010, 2012)